# Waunana tulcan
Waunana tulcan is een spinnensoort uit de familie trilspinnen (Pholcidae). De soort komt voor in Ecuador.